# West Ham
West Ham er en bydel (district) i det østlige London. West Ham udgør den vestlige del af kommunen London Borough of Newham.

## Trafik
I West Ham findes togstationen West Ham station, der er knyttet til London Underground med linjerne Hammersmith & City, District line og Jubilee line. Stationen er også knyttet til Docklands Light Railway og National Rail-systemet.

## Sport
Fodboldholdet West Ham United kommer fra bydelen.
51°32′05″N 0°00′28″Ø / 51.5347°N 0.0077°Ø